# Luis Alfonso de Baviera
Luis Alfonso de Baviera y Borbón (Madrid, 12 de diciembre de 1906-Madrid, 14 de mayo de 1983) fue un militar e ingeniero español de origen bávaro, infante de España.

## Biografía
Nació como el hijo mayor del príncipe Fernando de Baviera y la infanta María Teresa de Borbón; por lo que era nieto de Alfonso XII y sobrino de Alfonso XIII. Fue bautizado en el palacio de Oriente el 18 de diciembre de 1906, siendo sus padrinos su abuela materna, la reina madre María Cristina y su abuelo paterno el príncipe Luis Fernando de Baviera.
Hizo la carrera militar y la de ingeniero de caminos pero con el estallido de la Guerra Civil Española se alistó en el bando sublevado. Posteriormente combatió en la Segunda Guerra Mundial, encuadrado dentro de la División Azul, y fue jefe de Ingenieros en la IV Región Militar, además de gobernador militar de Barcelona. En 1970, al cumplir la edad reglamentaria, pasó a la reserva y falleció el 14 de mayo de 1983 en Madrid. Nunca se casó ni tuvo descendencia.

## Títulos, órdenes y empleos

### Títulos
- 12 de diciembre de 1906-14 de mayo de 1983: Su Alteza Real el Serenísimo Señor Infante don Luis Alfonso de Baviera.[8][9][10][11]
- 12 de diciembre de 1906-3 de agosto de 1914: Príncipe de Baviera.[Nota 1][12][11][1]

### Órdenes

#### Reino de España
- Caballero de la Orden del Toisón de Oro. (9 de julio de 1923)[3]
- Orden de Carlos III.
  - Caballero del Collar. (21 de junio de 1929)[9][3]
  - Caballero gran cruz. (18 de diciembre de 1906)[13][5][3]
- Caballero gran cruz de la Orden de Isabel la Católica. (18 de diciembre de 1906)[13][5][3]
- Orden de Santiago.
  - Comendador mayor de Castilla.
  - Caballero. (25 de marzo de 1931)[14][10]
- Caballero del Real Cuerpo de la Nobleza de Madrid (enero de 1930)[15][10]
- Caballero gran cruz de la Orden de San Hermenegildo (30 de noviembre de 1964)[16]

#### Extranjeras
- Caballero de la Orden de San Jenaro.[3]
- Sagrada Orden Militar Constantiniana de San Jorge.
  - Presidente de la diputación real. (circa 1961-1983)[17][18][19]
  - Bailío gran cruz. (circa 1961)[17]
- Bailío gran cruz de honor y devoción de la Orden de San Juan vulgo de Malta.[20]

### Individuales
1. 1 2  Robles do Campo, Carlos (2009). «Los Infantes de España tras la derogación de la Ley Sálica (1830)». Anales de la Real Academia Matritense de Heráldica y Genealogía (12): 329-384. ISSN 1133-1240. Consultado el 19 de agosto de 2019.
2. 1 2  «Luis Alfonso de Baviera y Borbón, tío del rey Juan Carlos».
3. 1 2 3 4 5 6 7  «Luis Alfonso de Baviera y Borbón | Real Academia de la Historia». dbe.rah.es. Consultado el 11 de noviembre de 2018.
4. ↑  «Acta de nacimiento y presentación del Infante que ha dado á luz S.A.R. la Serma. Sra. Infanta Doña María Teresa.». Gaceta de Madrid (348). 14 de diciembre de 1906. pp. 983-984.
5. 1 2 3  «Parte de haberse celebrado la administración del Santo Sacramento del Bautismo á S.A.R. el Infante dado á luz por la Serenísima Señora Infanta Doña María Teresa el día 12 del actual.». Gaceta de Madrid. 19 de diciembre de 1906.
6. ↑  «ABC (Madrid) - 19/12/1906, p. 5 - ABC.es Hemeroteca». hemeroteca.abc.es. Consultado el 11 de noviembre de 2018.
7. ↑  «Blanco y Negro (Madrid) - 22/12/1906, p. 9 - ABC.es Hemeroteca». hemeroteca.abc.es. Consultado el 11 de noviembre de 2018.
8. ↑  «Real decreto disponiendo que el Príncipe ó Princesa que diere á luz la Infanta Doña María Teresa en su próximo parto goce las prerrogativas de Infante de España.». Gaceta de Madrid. 12 de diciembre de 1906.
9. 1 2  «Real decreto concediendo el Collar de la Real y Distinguida Orden de Carlos III a S. A. R. el Serenísimo Señor Infante Don Luis Alfonso de Babiera y Borbón.». Gaceta de Madrid. 2 de julio de 1929.
10. 1 2 3  «ABC (Madrid) - 16/05/1983, p. 69 - ABC.es Hemeroteca». hemeroteca.abc.es. Consultado el 11 de noviembre de 2018.
11. 1 2  Guía Oficial de España. 1916. p. 73.
12. ↑  Bayerisches Statistisches Landesamt (1908). Hof- und Staats-handbuch des Königreichs Bayern (en alemán). Im königlichen Central -Schulbücher-Verlage. Consultado el 15 de marzo de 2019.
13. 1 2  «Real decreto disponiendo que tan luego haya recibido el Santo Sacramento del Bautismo el Infante que ha dado á luz la Serenísima Señora Infanta Doña María Teresa, sea investido con las insignias de las Grandes Cruces de la Real y distinguida Orden de Carlos III y del la Real Orden de Isabel la Católica.». Gaceta de Madrid. 13 de diciembre de 1906.
14. ↑  «Reales decretos haciendo Merced de Hábito de Caballeros de la Orden Militar de Santiago a D. Luis Alfonso y a D. José Eugenio de Baviera y Borbón y Austria, Infantes de España.». Gaceta de Madrid. 26 de marzo de 1931.
15. ↑  «Efeméride: Ingreso de SS. AA. RR los Infantes D. Luis Alfonso y D. José Eugenio (Enero 1931).». www.rcnoblezademadrid.es. Archivado desde el original el 12 de noviembre de 2018. Consultado el 11 de noviembre de 2018.
16. ↑  «Decreto 3977/1964, de 30 de noviembre, por el que se concede la Gran Cruz de la Real y Militar Orden de San Hermenegildo al General de Brigada de Ingenieros don Luis Alfonso de Baviera y Borbón.». Boletín Oficial del Estado. 19 de diciembre de 1964.
17. 1 2  Stair Sainty, Guy (2019). La Orden Constantiniana de San Jorge y las familias Ángelo, Farnesio y Borbón que la rigieron. Madrid: Boletín Oficial del Estado. p. 360. Wikidata Q106407347.
18. ↑  Stair Sainty, Guy (2019). La Orden Constantiniana de San Jorge y las familias Ángelo, Farnesio y Borbón que la rigieron. Madrid: Boletín Oficial del Estado. p. 369. Wikidata Q106407347.
19. ↑  Stair Sainty, Guy (2019). La Orden Constantiniana de San Jorge y las familias Ángelo, Farnesio y Borbón que la rigieron. Madrid: Boletín Oficial del Estado. p. 383. Wikidata Q106407347.
20. ↑  Sánchez, Carlos Nieto (2015). «De la Ínclita Orden de San ,Juan de Jerusalén a la Asamblea Española: evolución de la Orden de Malta desde el siglo XIX a la actualidad». La Orden de Malta en España (1113-2013),  Vol. 1, 2015, ISBN 978-84-16566-05-4, 518 págs. (Sanz y Torres): 481-518. ISBN 9788416466078. Consultado el 7 de marzo de 2019.